# Heinz Linnerz
Heinz Linnerz (* 22. Mai 1926 in Köln; † 10. Mai 2007 ebenda) war ein deutscher Autor und Verlags- und Hörfunkredakteur.

## Werdegang
Heinz Linnerz wurde 1926 in Köln geboren. Er studierte Literaturwissenschaften. Nach Abschluss seiner Doktorarbeit arbeitete zunächst als Redakteur bei verschiedenen Verlagen. Er kam 1967 zum Westdeutschen Rundfunk, wo er zuletzt Leiter des Programmbereichs Kultur im Hörfunk war. 1989 ging Linnerz in den Ruhestand. Er starb 80-jährig in Köln, wo er sein ganzes Leben verbracht hatte.

## Schriften
- Das Trinklied in der deutschen Dichtung von Johann Hermann Schein bis Viktor von Scheffel. Dissertation [masch.], Köln 1952.
- Gibt es heute christliche Dichtung? Recklinghausen 1960.